# Frederick Hibbins
Frederick Newton Hibbins (Stamford, 23 marzo 1890 – Stamford, 1969) è stato un mezzofondista britannico.

## Palmarès
- Giochi olimpici

Stoccolma 1912: bronzo nella corsa campestre a squadre.